# U.S. Highway 400
Der U.S. Highway 400 (auch U.S. Route 400 oder US 400) ist ein Highway in den Vereinigten Staaten. Er beginnt in Granada in Colorado und endet in der Nähe von Joplin in Missouri.
Die Nummer des Highways ist allerdings irreführend, da nach den Regeln der AASHTO dreistellige US-Highways Nebenstrecken eines zweistelligen Highways sind. Da der U.S. Highway 0 jedoch nicht existiert, handelt es sich hierbei um eine Ausnahme.

## Verlauf

### Colorado
Der Highway beginnt an einer Kreuzung mit dem US 385 und verläuft auf 24 Kilometern gemeinsam mit dem US 50 zur Grenze zu Kansas.

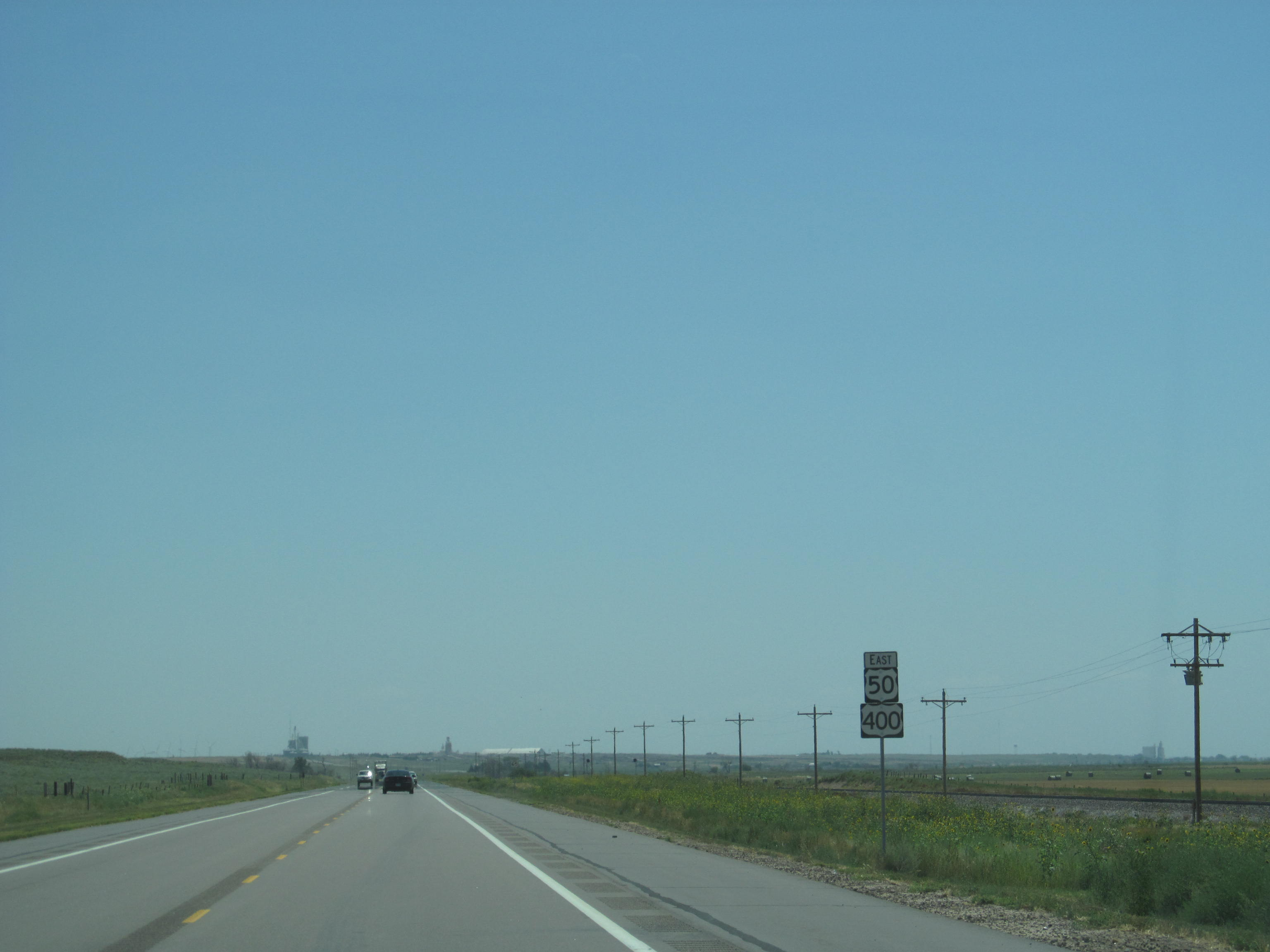
US 50 und US 400 in Richtung Osten

### Kansas
US 400 und US 50 verlaufen durch Garden City, wo sie den US 83 kreuzen, und trennen sich in Dodge City. Dort kreuzt der US 400 noch den US 56 und den US 283, bevor der Highway südöstlich in Richtung Mullinville verläuft.
In Mullinville trifft die Straße auf den US 54 und verläuft für über 200 Kilometer gemeinsam mit ihm bis Wichita. Dort trifft sie auf die Interstates 235, 135 und 35. In Wichita kreuzen sich die US-400 und die US-54 mit der Interstate 235 und der US-81 und der Interstate 135. In Augusta trifft auch noch der US 77. In Haverhill trennt sich der Highway schließlich von US 54 und US 77.
In Neodesha trifft der Highway auf den US 75. Nachdem er kurz mit ihm gemeinsam verläuft, biegt er nach Osten ab. Zuerst kreuzt er den US 169, dann den US 59 und schließlich den US 69. Dann verläuft er zusammen mit dem US 69 eine kurze Strecke nach Süden. In Baxter Springs trifft der US 400 schließlich auf den US 166, mit dem er zusammen nach Missouri verläuft.

### Missouri
Nach eineinhalb Kilometern endet der Highway in Missouri an einer Kreuzung mit der I-44.